# Alois Stöger
 (juin 2023).
Alois Stöger, né le 3 septembre 1960 à Linz, est un homme politique autrichien membre du Parti social-démocrate d'Autriche (SPÖ).
Il est ministre fédéral de la Santé entre le 2 décembre 2008 et le 1er septembre 2014, puis ministre fédéral des Transports, de l'Innovation et de la Technologie jusqu'au 26 janvier 2016. Ce jour, il devient ministre fédéral du Travail, des Affaires sociales et de la Protection des consommateurs.